# Tale e quale show - Il torneo (quinta edizione)
La quinta edizione di Tale e quale show - Il torneo (spin-off di Tale e quale show) è andata in onda dall'11 al 25 novembre 2016 ogni venerdì in prima serata su Rai 1 con la conduzione di Carlo Conti.
Le puntate inizialmente previste erano quattro, ridotte successivamente a tre a causa dell'allungamento della sesta edizione del programma di una puntata.
L'edizione è stata vinta da Deborah Iurato.

## Il programma
Questo torneo ha previsto una gara di tre puntate fra dodici concorrenti: i primi quattro classificati tra gli uomini e le prime quattro classificate tra le donne della sesta edizione del programma, e i primi due classificati tra gli uomini e due tra le migliori classificate tra le donne della quinta edizione del programma. 
Tuttavia la ripartizione dei concorrenti è stata modificata in seguito alla rinuncia per motivi di salute di Karima, una delle due migliori classificate tra le donne della quinta edizione, in quanto è stata sostituita da Enrico Papi, ripescato dalla sesta edizione del programma ed entrato in gara dalla seconda puntata. Karima aveva comunque preso parte alle prove della settimana precedente alla prima puntata rinunciando a gareggiare nella stessa, decidendo poi di ritirarsi definitivamente dal torneo.
Così come la sesta edizione del programma, la giuria è formata da Enrico Montesano, Loretta Goggi e Claudio Amendola, affiancati da un quarto giudice a rotazione, il quale stila anch'esso una classifica a fine puntata, così come gli altri giudici.

## Cast

### Concorrenti

#### Uomini
| Concorrente         | Edizione di provenienza | Posizione uomini |
| ------------------- | ----------------------- | ---------------- |
| Francesco Cicchella | 5ª edizione             | 1º posto         |
| Tullio Solenghi     | 6ª edizione             | 1º posto         |
| Davide Merlini      | 6ª edizione             | 2º posto         |
| Massimo Lopez       | 5ª edizione             | 2º posto         |
| Manlio Dovì         | 6ª edizione             | 3º posto         |
| Leonardo Fiaschi    | 6ª edizione             | 4º posto         |
| Enrico Papi         | 6ª edizione             | 6º posto         |

#### Donne
| Concorrente       | Edizione di provenienza | Posizione donne |
| ----------------- | ----------------------- | --------------- |
| Silvia Mezzanotte | 6ª edizione             | 1º posto        |
| Giulia Luzi       | 5ª edizione             | 1º posto        |
| Deborah Iurato    | 6ª edizione             | 2º posto        |
| Lorenza Mario     | 6ª edizione             | 3º posto        |
| Karima            | 5ª edizione             | 3º posto        |
| Bianca Atzei      | 6ª edizione             | 4º posto        |

#### Fuori gara
- Gabriele Cirilli
- Antonio Mezzancella

### Giudici
La giuria è composta da:
- Loretta Goggi
- Enrico Montesano
- Claudio Amendola

#### Quarto giudice
Anche in questo torneo, la giuria viene affiancata dalla presenza di un quarto giudice a rotazione che partecipa al voto delle esibizioni e stila una propria classifica. Nella tabella sottostante sono riportati i personaggi che hanno ricoperto di volta in volta il suddetto ruolo.
| Puntata | Messa in onda    | Quarto giudice     |
| 1       | 11 novembre 2016 | Laura Chiatti      |
| 2       | 18 novembre 2016 | Vanessa Incontrada |
| 3       | 25 novembre 2016 | Nino Frassica      |

### Coach
Coach dei concorrenti vip sono:
- Silvio Pozzoli: vocal coach
- Daniela Loi: vocal coach
- Pinuccio Pirazzoli: direttore d'orchestra
- Maria Grazia Fontana: vocal coach
- Emanuela Aureli: imitatrice
- Fabrizio Mainini: coreografo

## Puntate

### Prima puntata
La prima puntata è andata in onda l'11 novembre 2016 e ha visto la vittoria di Giulia Luzi nei panni di Christina Aguilera.
| Ordine | Canzone e cantante imitato                     | Concorrente         | Punteggio | Montesano | Goggi | Amendola | Chiatti | Concorrenti |
| ------ | ---------------------------------------------- | ------------------- | --------- | --------- | ----- | -------- | ------- | ----------- |
| 11     | Hurt – Christina Aguilera                      | Giulia Luzi         | 64        | 13        | 15    | 16       | 15      | 5           |
| 3      | The Show Must Go On – Freddie Mercury          | Francesco Cicchella | 62        | 16        | 16    | 14       | 16      | –           |
| 4      | Il cuore è uno zingaro – Nicola Di Bari        | Massimo Lopez       | 57        | 15        | 14    | 10       | 13      | 5           |
| 2      | Non ti scordar mai di me – Giusy Ferreri       | Bianca Atzei        | 50        | 14        | 12    | 12       | 12      | –           |
| 10     | Il mare d'inverno – Enrico Ruggeri             | Leonardo Fiaschi    | 49        | 10        | 10    | 8        | 11      | 10          |
| 9      | Every Breath You Take – Sting                  | Davide Merlini      | 47        | 8         | 7     | 7        | 10      | 15          |
| 8      | Eri piccola così – Fred Buscaglione            | Tullio Solenghi     | 47        | 11        | 11    | 9        | 6       | 10          |
| 7      | Sarà per te – Francesco Nuti                   | Manlio Dovì         | 45        | 12        | 13    | 6        | 9       | 5           |
| 5      | The Prayer – Céline Dion                       | Silvia Mezzanotte   | 44        | 7         | 8     | 15       | 14      | –           |
| 6      | Dimmi come... – Alexia                         | Deborah Iurato      | 38        | 9         | 9     | 13       | 7       | –           |
| 1      | Insieme a te non ci sto più – Caterina Caselli | Lorenza Mario       | 36        | 6         | 6     | 11       | 8       | 5           |
| 12     | – Sade                                         | Karima              | –         | –         | –     | –        | –       | –           |

- Quarto giudice: Laura Chiatti
- "A grande richiesta": Gabriele Cirilli ha interpretato le The Ritchie Family in The Best Disco in Town
- Nota: i giudici hanno stilato la loro classifica partendo dal punteggio minimo di 6 punti

### Seconda puntata
La seconda puntata è andata in onda il 18 novembre 2016 e ha visto la vittoria di Davide Merlini nei panni di Alex Baroni.
| Ordine | Canzone e cantante imitato                           | Concorrente         | Punteggio | Montesano | Goggi | Amendola | Incontrada | Concorrenti |
| ------ | ---------------------------------------------------- | ------------------- | --------- | --------- | ----- | -------- | ---------- | ----------- |
| 10     | Cambiare – Alex Baroni                               | Davide Merlini      | 74        | 16        | 16    | 16       | 16         | 10          |
| 7      | (Out Here) On My Own – Nikka Costa                   | Giulia Luzi         | 66        | 14        | 15    | 15       | 12         | 10          |
| 5      | Adagio – Lara Fabian                                 | Deborah Iurato      | 60        | 9         | 9     | 8        | 14         | 20          |
| 8      | Bella d'estate – Mango                               | Francesco Cicchella | 58        | 15        | 11    | 14       | 13         | 5           |
| 4      | Sugar – Adam Levine                                  | Leonardo Fiaschi    | 49        | 11        | 14    | 13       | 11         | –           |
| 11     | The Sound of Silence e Mrs. Robinson – Paul Simon    | Tullio Solenghi     | 45        | 13        | 13    | 11       | 8          | –           |
| 1      | Io domani – Marcella Bella                           | Silvia Mezzanotte   | 44        | 6         | 7     | 9        | 7          | 15          |
| 11     | The Sound of Silence e Mrs. Robinson – Art Garfunkel | Massimo Lopez       | 43        | 12        | 12    | 10       | 9          | –           |
| 9      | Vogue – Madonna                                      | Lorenza Mario       | 38        | 10        | 10    | 12       | 6          | –           |
| 2      | Without You – Mariah Carey                           | Bianca Atzei        | 37        | 7         | 8     | 7        | 15         | –           |
| 6      | Triangolo – Renato Zero                              | Enrico Papi         | 28        | 8         | 5     | 5        | 10         | –           |
| 3      | Se mi lasci non vale – Julio Iglesias                | Manlio Dovì         | 22        | 5         | 6     | 6        | 5          | –           |

- Quarto giudice: Vanessa Incontrada
- "A grande richiesta": Gabriele Cirilli ha interpretato Il Volo in Grande amore

### Terza puntata
La terza puntata è andata in onda il 25 novembre 2016 e ha visto la vittoria di Giulia Luzi nei panni di Arisa. Quest'ultima puntata ha inoltre decretato Deborah Iurato vincitrice del torneo.
| Ordine | Canzone e cantante imitato                    | Concorrente         | Punteggio | Montesano | Goggi | Amendola | Frassica | Concorrenti |
| ------ | --------------------------------------------- | ------------------- | --------- | --------- | ----- | -------- | -------- | ----------- |
| 10     | La notte – Arisa                              | Giulia Luzi         | 79        | 15        | 16    | 15       | 13       | 20          |
| 7      | Listen – Beyoncé                              | Deborah Iurato      | 55        | 10        | 13    | 16       | 6        | 10          |
| 11     | Signor tenente – Giorgio Faletti              | Tullio Solenghi     | 53        | 16        | 12    | 9        | 16       | –           |
| 2      | Theme from New York, New York – Liza Minnelli | Silvia Mezzanotte   | 52        | 6         | 8     | 14       | 14       | 10          |
| 6      | Nel sole – Al Bano                            | Davide Merlini      | 50        | 11        | 14    | 10       | 15       | –           |
| 12     | Ain't No Mountain High Enough – Diana Ross    | Lorenza Mario       | 48        | 14        | 10    | 12       | 7        | 5           |
| 4      | Una ragione di più – Ornella Vanoni           | Bianca Atzei        | 45        | 13        | 15    | 8        | 9        | –           |
| 9      | Imagine – John Lennon                         | Massimo Lopez       | 43        | 12        | 9     | 7        | 10       | 5           |
| 5      | Thriller – Michael Jackson                    | Francesco Cicchella | 39        | 9         | 7     | 13       | 5        | 5           |
| 8      | Maledetta primavera – Loretta Goggi           | Enrico Papi         | 39        | 5         | 6     | 11       | 12       | 5           |
| 1      | Svalutation – Adriano Celentano               | Manlio Dovì         | 33        | 8         | 11    | 6        | 8        | –           |
| 3      | Sotto casa – Max Gazzè                        | Leonardo Fiaschi    | 28        | 7         | 5     | 5        | 11       | –           |

- Quarto giudice: Nino Frassica
- "A grande richiesta": Gabriele Cirilli ha interpretato il personaggio di Suor Maria Claretta del film Sister Act, originariamente interpretata da Whoopi Goldberg, in I Will Follow Him

## Cinque punti dei concorrenti
Ogni concorrente deve dare cinque punti ad uno degli altri concorrenti (oppure a se stesso). Questi cinque punti, assegnati dopo i punteggi forniti dai membri della giuria (ad eccezione dell'ultima puntata, dove sono stati forniti prima), contribuiscono a formare la classifica finale e il vincitore di puntata, che viene svelato al termine della stessa.
| Puntata | Atzei      | Cicchella | Dovì       | Fiaschi   | Iurato     | Karima | Lopez    | Luzi    | Mario   | Merlini    | Mezzanotte | Papi   | Solenghi |
| ------- | ---------- | --------- | ---------- | --------- | ---------- | ------ | -------- | ------- | ------- | ---------- | ---------- | ------ | -------- |
| 1       | Merlini    | Fiaschi   | Luzi       | Dovì      | Solenghi   | –      | Solenghi | Fiaschi | Merlini | Mario      | Merlini    | –      | Lopez    |
| 2       | Mezzanotte | Merlini   | Luzi       | Cicchella | Mezzanotte | –      | Luzi     | Merlini | Iurato  | Mezzanotte | Iurato     | Iurato | Iurato   |
| 3       | Papi       | Mario     | Mezzanotte | Iurato    | Mezzanotte | –      | Luzi     | Lopez   | Luzi    | Cicchella  | Iurato     | Luzi   | Luzi     |

## Classifiche

### Classifica generale
| Posizione | Concorrente         | Punti |
| --------- | ------------------- | ----- |
| 1         | Giulia Luzi         | 209   |
| 2         | Davide Merlini      | 171   |
| 3         | Francesco Cicchella | 159   |
| 4         | Deborah Iurato      | 153   |
| 5         | Tullio Solenghi     | 145   |
| 6         | Massimo Lopez       | 143   |
| 7         | Silvia Mezzanotte   | 140   |
| 8         | Bianca Atzei        | 132   |
| 9         | Leonardo Fiaschi    | 126   |
| 10        | Lorenza Mario       | 122   |
| 11        | Manlio Dovì         | 100   |
| 12        | Enrico Papi         | 87    |
| –         | Karima              | –     |

### Classifica finale
Il risultato della classifica generale, decretato dalla giuria, è stato trasformato in percentuale (con peso del 40%) ed è stato sommato al risultato del televoto (aperto durante l'ultima puntata), anch'esso trasformato in percentuale (con peso del 60%) per determinare la classifica finale.
| Posizione | Concorrente         | Giuria | Televoto | Finale |
| --------- | ------------------- | ------ | -------- | ------ |
| 1         | Deborah Iurato      | 9,07%  | 22,52%   | 17,14% |
| 2         | Davide Merlini      | 10,14% | 13,96%   | 12,43% |
| 3         | Francesco Cicchella | 9,43%  | 14,29%   | 12,35% |
| 4         | Enrico Papi         | 5,16%  | 16,75%   | 12,11% |
| 5         | Giulia Luzi         | 12,39% | 5,45%    | 8,23%  |
| 6         | Bianca Atzei        | 7,82%  | 6,47%    | 7,01%  |
| 7         | Silvia Mezzanotte   | 8,30%  | 5,91%    | 6,87%  |
| 8         | Leonardo Fiaschi    | 7,47%  | 3,90%    | 5,33%  |
| 9         | Manlio Dovì         | 5,93%  | 4,42%    | 5,02%  |
| 10        | Tullio Solenghi     | 8,60%  | 2,48%    | 4,93%  |
| 11        | Lorenza Mario       | 7,23%  | 2,58%    | 4,44%  |
| 12        | Massimo Lopez       | 8,48%  | 1,27%    | 4,15%  |
| –         | Karima              | –      | –        | –      |

## Le "A grande richiesta" di Gabriele Cirilli
Gabriele Cirilli, partecipante alle prime due edizioni del programma, al torneo dei campioni, e fuori gara, interpreta per ogni puntata i personaggi richiesti dagli spettatori tramite il sito e le pagine social della trasmissione.
| Puntata | Esibizione                                  | Note |
| ------- | ------------------------------------------- | --- |
| 1       | The Best Disco in Town – The Ritchie Family | Gabriele Cirilli si è esibito interpretando dal vivo Cassandra Ann Wooten, mentre le interpretazioni di Cheryl Mason Jacks e Gwendolyn Oliver sono state registrate precedentemente e mandate in onda in contemporanea. |
| 2       | Grande amore – Il Volo                      | Gabriele Cirilli si è esibito interpretando dal vivo Piero Barone, mentre le interpretazioni di Ignazio Boschetto e Gianluca Ginoble sono state registrate precedentemente e mandate in onda in contemporanea.          |
| 3       | I Will Follow Him – Sister Act              | Gabriele Cirilli si è esibito interpretando il personaggio di Suor Maria Claretta del film Sister Act - Una svitata in abito da suora, originariamente interpretata da Whoopi Goldberg.                                 |

## Tale e quale show anteprima
Tale e quale show anteprima è il breve segmento di pochi minuti che introduce l'inizio della puntata dove vengono presentati i giudici, viene mostrata la classifica generale, frutto della somma dei punteggi delle puntate precedenti, e viene mostrato il riassunto delle performance dei concorrenti della puntata precedente.

## Tale e quale pop
Anche in questo torneo continua, in ogni puntata, il piccolo spazio dedicato alla messa in onda di alcuni tra i video inviati dai telespettatori alla redazione del programma nei quali si cimentano nell'imitazione canora di un personaggio del panorama musicale italiano o estero. Il protagonista del miglior video, a giudizio degli autori, sarà invitato negli studi di Tale e quale show per essere sottoposto ad una trasformazione completa nel personaggio imitato, documentata da una registrazione video che sarà pubblicata sul sito web del programma, per poi esibirsi dal vivo durante l'ultima puntata. Il vincitore è stato Giovanni Belardi che ha interpretato Elvis Presley in Can't Help Falling in Love.

## Ascolti
| Puntata | Messa in onda    | Tale e quale show anteprima | Tale e quale show anteprima | Tale e quale show - Il torneo | Tale e quale show - Il torneo | Fonte  |
| Puntata | Messa in onda    | Telespettatori              | Share                       | Telespettatori                | Share                         | Fonte  |
| ------- | ---------------- | --------------------------- | --------------------------- | ----------------------------- | ----------------------------- | ------ |
| 1       | 11 novembre 2016 | N.D.                        | N.D.                        | 4 719 000                     | 21,23%                        | [ 12 ] |
| 2       | 18 novembre 2016 | N.D.                        | N.D.                        | 5 063 000                     | 22,87%                        | [ 13 ] |
| 3       | 25 novembre 2016 | N.D.                        | 14,95%                      | 5 315 000                     | 24,37%                        | [ 14 ] |
|         | Media            | N.D.                        | N.D.                        | 5 032 000                     | 22,82%                        |        |